# 泉州市城东中学
泉州市城东中学是中华人民共和国福建省泉州市丰泽区的完全中学，属于区属公办高中，创于1969年。2017年的本科上线率为82.04%。

## 学校荣誉
- 2007年，福建省一级达标高中。[3]

- 2015年8月，全国青少年足球特色校[4]

## 相关链接
- 泉州城东中学网站 （页面存档备份，存于）